# 圖多爾科維奇
50°34′53″N 24°10′17″E / 50.58139°N 24.17139°E
圖多爾科維奇（烏克蘭語：Тудорковичі），是烏克蘭西部的村莊，隸屬利維夫州的舍普季茨基區。該村面積1.5平方公里，海拔高度205米，2001年人口513，人口密度每平方公里341.77人。